# Shahpura (Jaipur)
|  | Per a altres significats, vegeu «Shahpura (desambiguació)». |

Shahpura és una ciutat i una municipalitat al districte de Jaipur, en l'estat indi del Rajasthan. Shahpura està dominat per la casta Yadav.

## Història
Shahpura fou un estat tributari protegit del tipus thikana, feudataria de Jaipur, de la confederació de Shekhawati, capital de al confederació. Inicialment l'estat es va fundar amb el nom de Manoharpur, que després es va canviar a Shahpura. La capital era justament la ciutat de Shahpura. Els raos de Manoharpur i després Shahpura van rebre del maharajà de Jaipur el reconeixement com a cap (tikai) del clan dels Shekhawats i el títol de tazimi sirdar. La thikana de Shahpura era la thikana principal (tikai thikana) del Shekhawati. El representant actual encara manté la consideració de cap del clan. La ciutat està situada a 25° 38′ N, 74° 56′ E / 25.633°N,74.933°E. Consta al cens del 2001 amb una població de 28.170 habitants.

## Llista de raos
- Rao Manobar 1584-1616
- Rao Prithwi Chand 1616-1620 (fill)
- Rao Tilok Chand 1620-1655 (nebot fill d'un germà de nom rai Chand)
- Rao Anand Chand 1655-1686 (fill)
- Rao Jagat Singh 1686-1702 (net, fill d'Amar Chand, premort)
- Rao Sagat Singh 1702-1738 (fill)
- Rao Jaswant Singh 1738-1756 (fill)
- Rao Nathu Singh 1756-1793 (fill?)
- Rao Bishan Singh 1793-1810 (fill)
- Rao Hanuwant Singh 1810-1856 (nebot, fill d'un germà de nom Prithwi Singh)
- Rao Baldeo Singh 1856-1858 (fill)
- Rao Shivnath Singh 1858-1881 (germà)
- Rao Pratap Singh 1881-1942 (descendent d'un germà d'Hanuwant Singh)
- Rao Dhir Singh 1942-1954 (net, fill de Kalyan Singh, premort) (+1974)